# Speyeria egleis
Speyeria egleis är en fjärilsart som beskrevs av Hans Hermann Behr 1862. Speyeria egleis ingår i släktet Speyeria och familjen praktfjärilar. Inga underarter finns listade i Catalogue of Life.